# Camp de San Francisco (Salamanca)
El Camp de San Francisco és el parc més antic de la ciutat de Salamanca. Situat al centre de la ciutat, entre el Passeig de Carmelitas i el carrer Ramón y Cajal, és un dels pulmons verds de Salamanca.

## Història
El Camp de San Francisco s'aixeca sobre el que va ser l'horta de l'antic convent de San Francisco El Gran, actualment desaparegut.
Durant el segle xvii, es va projectar que el terreny que avui ocupa el Camp de San Francisco, fos destinat a la construcció de dues casernes militars que no van arribar a aixecar-se a causa de la Guerra de Successió. Ja a principis del segle xix, el governador polític i militar de Salamanca, D. Isidro López va ordenar plantar en aquesta zona més de 600 àlbers i construir una font, creant així el Camp de San Francisco.

## Punts d'interès
- Biblioteca Popular: es conserva una petita edificació neoplateresca que allotjava els llibres de préstec.
- Escultura de Sant Francesc d'Assís: obra de Venancio Blanco es va inaugurar el 4 d'octubre de 1976
- Humilladero: l'actual humilladero, enfront de la Capella de la Vera Cruz, rememora a l'original. Cada Divendres Sant continua sent l'escenari de l'Acta del Descendimiento instaurat el 1615.